# 増田雅人
増田 雅人（ますだ まさと、1966年1月1日 - 2014年3月29日）は、日本のゲームクリエイター。

## 略歴
高校在学時より独学でコンピュータプログラムに関して学習し、高校卒業後にコンピュータ関連の専門学校に入学する。しかし、そこでの授業内容が自身がすでに身に付けているレベルのプログラミング技術であった事から、実践経験を積むために1984年にヒューマンの前身にあたるティー・アール・ワイ株式会社にアルバイトとして入社。
その後、任天堂より発売されたファミリーコンピュータ ディスクシステム用ソフト『プロレス』（1986年）のゲームシステム及びプログラムを担当。さらに後に、ヒューマンの独自ブランドとして初となるPCエンジン用ソフト『ファイヤープロレスリング コンビネーションタッグ』（1989年）のゲームシステム及びプログラムを担当、『プロレス』では連射機能を使用する事で試合を有利に進める事ができたが、それを解消すべく「キャラクターが組み合って腰を落とした瞬間にボタンを押す事で技がかかる」というシステムを考案した。このシステムは後の『ファイヤープロレスリングシリーズ』だけでなく、この後に発売されたプロレスゲーム全般において大きな影響を与えた。
その後、自社が設立したヒューマンクリエイティブスクールのプログラム講師を1年ほど務め、同校の卒業生たちと共にスーパーファミコン用ソフト『スーパーファイヤープロレスリング』（1991年）の企画及び開発を担当。さらにその後はスーパーファミコン用CD-ROMドライブとして開発されていた「プレイステーション」用ソフトの開発を行っていたものの、「プレイステーション」は発売に至らなかったためお蔵入りとなってしまった。その後はまた、ヒューマンクリエイティブスクールのプログラム講師を務め、さらに社内全体のプログラムに関する統括を任される事となった。
その後、ヒューマンがアミューズメント事業を展開することとなり、アーケードゲーム『グランドストライカー』（1993年）や『ブレイジングトルネード』（1994年）等を手掛けた後、会社の方針により渡米、1年半ほどアメリカ合衆国に滞在する。後に帰国し三度ヒューマンクリエイティブスクールのプログラム講師を務める。
1999年にヒューマンが倒産した事に伴い、退職金を元手にシャンダー株式会社を設立、ゲームボーイアドバンス用ソフト『キン肉マンII世 正義超人への道』（2002年）の開発を担当。
2014年3月29日に死去。48歳没。4月3日、増田の出身高校のある地元にて告別式が執り行われた。
自身も『ファイヤープロレスリングシリーズ』の一作品を手掛け、増田を師と仰いでいたゲームクリエイターの須田剛一は後に増田への追悼文を捧げた。

## 作品
ファミリーコンピュータ
- プロレス（1986年） - ゲームデザイン、プログラム
- キン肉マン キン肉星王位争奪戦（1987年）
- 中嶋悟 F-1ヒーロー（1988年）

PCエンジン
- ファイヤープロレスリング コンビネーションタッグ（1989年） - ゲームデザイン、プログラム
- F1トリプルバトル （1989年） - ゲームデザイン、プログラム
- バスティール（1990年） - ゲームデザイン、シナリオ、プログラム
- フォーメーションサッカー ヒューマンカップ'90（1990年） - アドバイザー
- ファージアスの邪皇帝（1992年） - スペシャルサンクス
- マジクール（1993年） - 技術サポート

メガドライブ
- バリアーム（1994年） - スペシャルサンクス

スーパーファミコン
- スーパーファイヤープロレスリング（1991年） - ゲームデザイン
- スーパーファイヤープロレスリング2（1992年） - ゲームデザイン、ボイス
- ヒューマングランプリ2（1993年） - プログラムディレクター
- スーパーファイナルマッチテニス（1994年） - プログラムアドバイザー
- テコンドー（1994年） - プログラムアドバイザー

アーケードゲーム
- グランドストライカー（1993年） - プログラム・ディレクション
- ブレイジングトルネード（1994年） - ディレクター

PlayStation
- SIMPLE1500シリーズ Vol.35 THE シューティング（2001年） - スペシャルサンクス

ゲームボーイアドバンス
- トマトアドベンチャー（2002年） - イベントプログラム
- キン肉マンII世 正義超人への道（2002年） - 企画、ディレクター

## 著書
- 『なる本ゲームクリエイター』週刊住宅新聞社（1998年） ISBN 9784784886517